# Odontesthes regia
El pejerrey, pejerrey marino o pejerrey de mar (Odontesthes regia) es una especie de pez de la familia Atherinopsidae.

## Distribución
Es una de las especies epipelágicas distribuidas en el Pacífico desde la costa norte del Perú hasta la Región de Aysén, en el sur de Chile (Dyer, 2000). Aunque la familia Atherinopsidae incluye 104 especies (de 13 géneros), sólo 17 especies se han estudiado citogenéticamente hasta la fecha, lo que demuestra que los estudios citogenéticos en este grupo son todavía escasos.

## Descripción
El pejerrey es de color gris pizarra plateado, oscuro en el lomo y claro en el vientre, con una banda lateral plateada. Las aletas son amarillas. Es de porte generalmente pequeño. Rara vez se sacan de más de 20 cm.

### Comportamiento
El pejerrey preda principalmente sobre especies tanto del bentos (anfípodos y poliquetos) como del plancton (copépodos calanoídeos y larvas zoeas), además de plantas. Esto debido a que ocupa ambientes marinos bien diversos, tales como estuarios, playas y fondos fangosos. Por tanto la dieta de este Atherinidae está constituida por organismos de tamaño muy diverso (Silva & Stuardo, 1985).

## Usos

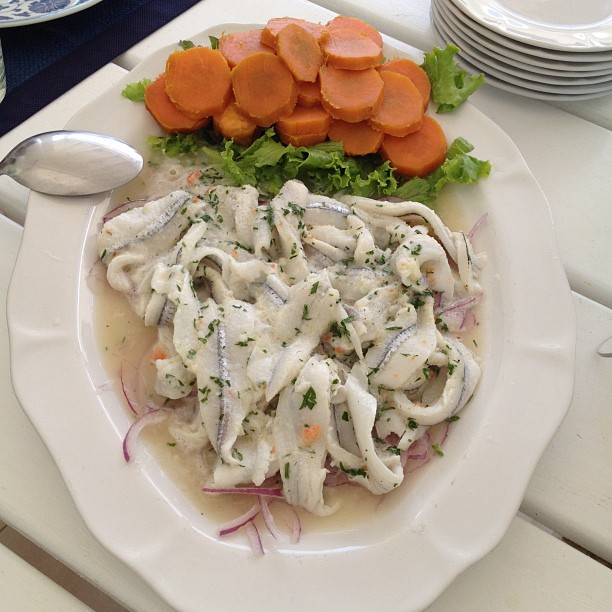
Ceviche de pejerreyes

En el Perú su consumo es principalmente en ceviches, tiradito y enrollados. Popular también es el pejerrey arrebozado y consumido en forma de sánguche acompañado de salsa criolla.